# شینسوکه شیمادا
شینسوکه شیمادا (انگلیسی: Shinsuke Shimada؛ زادهٔ ۲۴ مارس ۱۹۵۶) کمدین، مجری تلویزیون اهل ژاپن است.